# Макеев, Хасан Ильич
Хасан Ильич Макеев (15.10.1930-16.08.2019) — инженер-металлург, учёный, лауреат Ленинской премии 1968 года.
Родился 15 октября 1930 г. в Алагирском районе Северной Осетии в многодетной крестьянской семье.
Окончил Алагирскую среднюю школу № 2 и металлургический факультет Северо-Кавказского горно-металлургического института (1954).
С 1954 года работал на Подольском химико-металлургическом заводе в должностях от начальника смены до начальника организованного им цеха по выращиванию кристаллов кремния и германия.
С 1956 г. по совместительству — научный сотрудник Государственной производственной лаборатории (ГПЛ) Гиредмета.
Также сотрудничал с ГосНИИ НПО «Луч».
В 1967 году защитил кандидатскую, в 1985 году — докторскую диссертации (по закрытой тематике). В 1990 году присвоено учёное звание профессора.
Доцент, затем профессор кафедры материаловедения МИСиС.
С 1990 по май 2009 года начальник лаборатории НПО «Луч», занимавшейся получением монокристаллов кремния высокой чистоты.
С 2002 г. руководитель Отраслевой проблемной Лабораторией Министерства РФ по атомной энергии.
Умер в Подольске 16.08.2019. Похоронен на кладбище «Красная горка».
Лауреат Ленинской премии 1968 года — за внедрение новых рационализаторских предложений в металлургическое производство.
Лауреат Премии Совета Министров СССР 1983 года — за разработку технологии производства новых материалов.
Заслуженный рационализатор РСФСР (22.11.1965). Награждён орденом Трудового Красного Знамени (1971).
Сочинения:
- 1979 Особенности морфологии корунда, выращенного методом Чохральского. Левшин Е. С., Бульенков Н. А., Макеев Х. И. — в сборнике Новые данные о минералах СССР. Вып. 28, издательство ФГБУ "Издательство «Наука» (Москва), с. 182—189
- Лейбович B.C., Макеев Х. И., Шушков B.C. Структура и динамические характеристики САР радиуса полупроводниковых кристаллов, выращиваемых способом Чохральского // Цветные металлы, 1982, № 8 с.56-60
- 1982 Особенности дислокационной структуры кристаллов корунда, выращенных методом Чохральского. Бульенков Н. А., Левшин Е. С., Макеев Х. И. — в сборнике Новые данные о минералах. Выпуск 30, издательство ФГБУ "Издательство «Наука» (Москва), с. 41-53
- 1981 Структурно-морфологическая пористость в искусственных кристаллах корунда. Левшин Е. С., Бульенков Н. А., Макеев Х. И. — в сборнике Новые данные о минералах. Вып. 29, издательство ФГБУ "Издательство «Наука» (Москва), с. 77-85.
- 1979 Особенности морфологии корунда, выращенного методом Чохральского. Левшин Е. С., Бульенков Н. А., Макеев Х. И. — в сборнике Новые данные о минералах СССР. Вып. 28, издательство ФГБУ "Издательство «Наука» (Москва), с. 182—189